# أكوس مولنير
أكوس مولنير (بالمجرية: Molnár Ákos)‏ (مواليد 9 مارس 1991) هو سبّاح مجري، مثّل بلاده في الألعاب الأولمبية الصيفية 2012.

## روابط خارجية
أكوس مولنير على موقع الاتحاد الدولي للسباحة (الإنجليزية)
- أكوس مولنير على موقع اللجنة الأولمبية الدولية (الإنجليزية)
- أكوس مولنير على موقع أوليمبيديا (الإنجليزية)
- أكوس مولنير على موقع اللجنة الأولمبية المجرية (الهنغارية)